# Celonites laetus
Celonites laetus är en stekelart som beskrevs av Panfilov 1968. Celonites laetus ingår i släktet Celonites och familjen Masaridae. Inga underarter finns listade.